# Saint-Bonnet-le-Courreau
Saint-Bonnet-le-Courreau är en kommun i departementet Loire i regionen Auvergne-Rhône-Alpes i centrala Frankrike. Kommunen ligger i kantonen Saint-Georges-en-Couzan som tillhör arrondissementet Montbrison. År 2022 hade Saint-Bonnet-le-Courreau 683 invånare.

## Befolkningsutveckling
Antalet invånare i kommunen Saint-Bonnet-le-Courreau
| Referens: INSEE |